# Esgrima em cadeira de rodas nos Jogos Paralímpicos de Verão de 2012 - Espada A masculina
As competições de espada A masculina foram disputadas no dia 5 de setembro no Complexo ExCel, em Londres. Essa classe é disputada por atletas que possuem bom controle de tronco, e que o braço dominante não é afetado pela deficiência.

## Medalhistas
| Ouro   | POL Dariusz Pender |
| Prata  | FRA Romain Noble   |
| Bronze | ITA Matteo Betti   |

## Calendário
Horário local (UTC+1).
| Data                  | Tempo | Fase             |
| --------------------- | ----- | ---------------- |
| 5 de setembro de 2012 | 09:30 | Qualificação     |
| 5 de setembro de 2012 | 12:00 | Oitavas de final |
| 5 de setembro de 2012 | 14:30 | Quartas de final |
| 5 de setembro de 2012 | 17:45 | Semifinais       |
| 5 de setembro de 2012 | 18:30 | Final            |

## Formato de competição
O torneio começou com uma fase de grupos seguida de uma fase eliminatória. Na primeira fase, os 15 esgrimistas são divididos em 3 grupos. Os combates duram no máximo 3 minutos ou até que um atleta atinja 5 pontos. Na fase eliminatória, os combates duram no máximo 9 minutos (divididos em 3 períodos de 3 cada), ou até que um atleta atinja 15 pontos.

## Resultados

### Fase de grupos

#### Grupo 1
| Atleta             | V | D | V/C  | PG | PS |
| ------------------ | - | - | ---- | -- | -- |
| CHN Tian Jianquan  | 4 | 0 | 1.00 | 20 | 6  |
| FRA Robert Citerne | 3 | 1 | 0.75 | 15 | 6  |
| POL Dariusz Pender | 2 | 2 | 0.50 | 14 | 18 |
| UKR Vadym Tsedryk  | 1 | 3 | 0.25 | 11 | 17 |
| HKG Wong Tang Tat  | 0 | 4 | 0.00 | 10 | 20 |

| Atleta             | CHN | FRA | HKG | POL | UKR |
| ------------------ | --- | --- | --- | --- | --- |
| CHN Tian Jianquan  | —   | 5—0 | 5—2 | 5—2 | 5—2 |
| FRA Robert Citerne | 0—5 | —   | 5—1 | 5—3 | 5—1 |
| HKG Wong Tang Tat  | 2—5 | 1—5 | —   | 4—5 | 2—5 |
| POL Dariusz Pender | 2—5 | 3—5 | 5—4 | —   | 5—3 |
| UKR Vadym Tsedryk  | 2—5 | 1—5 | 5—2 | 3—5 | —   |

#### Grupo 2
| Atleta                | V | D | V/C  | PG | PS |
| --------------------- | - | - | ---- | -- | -- |
| CHN Duan Yanfei       | 3 | 1 | 0.75 | 19 | 7  |
| FRA Romain Noble      | 3 | 1 | 0.75 | 17 | 12 |
| POL Radosław Stańczuk | 2 | 2 | 0.50 | 13 | 14 |
| HUN Gyula Mató        | 2 | 2 | 0.50 | 13 | 16 |
| BLR Martyn Kavalenia  | 0 | 4 | 0.00 | 10 | 20 |

| Atleta                | BLR | CHN | FRA | HUN | POL |
| --------------------- | --- | --- | --- | --- | --- |
| BLR Martyn Kavalenia  | —   | 1—5 | 3—5 | 4—5 | 2—5 |
| CHN Duan Yanfei       | 5—1 | —   | 4—5 | 5—0 | 5—1 |
| FRA Romain Noble      | 5—3 | 5—4 | —   | 5—0 | 2—5 |
| HUN Gyula Mató        | 5—4 | 1—5 | 5—2 | —   | 2—5 |
| POL Radosław Stańczuk | 5—2 | 0—5 | 3—5 | 5—2 | —   |

#### Grupo 3
| Atleta                | V | D | V/C  | PG | PS |
| --------------------- | - | - | ---- | -- | -- |
| UKR Andrii Demchuk    | 3 | 1 | 0.75 | 19 | 7  |
| RUS Artur Yusupov     | 3 | 1 | 0.75 | 18 | 12 |
| ITA Matteo Betti      | 3 | 1 | 0.75 | 17 | 12 |
| HUN Tamás Juhász      | 1 | 3 | 0.25 | 16 | 17 |
| USA Gary van der Wege | 1 | 3 | 0.25 | 6  | 20 |

| Atleta                | ITA | HUN | RUS | UKR | USA |
| --------------------- | --- | --- | --- | --- | --- |
| ITA Matteo Betti      | —   | 5—4 | 5—3 | 4—5 | 5—0 |
| HUN Tamás Juhász      | 4—5 | —   | 3—5 | 4—5 | 5—2 |
| RUS Artur Yusupov     | 3—5 | 5—4 | —   | 5—4 | 5—0 |
| UKR Andrii Demchuk    | 5—4 | 5—4 | 4—5 | —   | 5—4 |
| USA Gary van der Wege | 0—5 | 2—5 | 0—5 | 4—5 | —   |

## Fase eliminatória
|  | Oitavas de final      | Oitavas de final      | Oitavas de final |  |  | Quartas de final   | Quartas de final   | Quartas de final  |    |                    | Semifinais         | Semifinais         | Semifinais |                     |                     | Final               | Final | Final |
|  |                       |                       |                  |  |  |                    |                    |                   |    |                    |                    |                    |            |                     |                     |                     |       |       |
|  | POL Dariusz Pender    | POL Dariusz Pender    | 15               |  |  |                    |                    |                   |    |                    |                    |                    |            |                     |                     |                     |       |       |
|  | POL Radosław Stańczuk | POL Radosław Stańczuk | 11               |  |  | POL Dariusz Pender | POL Dariusz Pender | 15                |    |                    |                    |                    |            |                     |                     |                     |       |       |
|  |                       |                       |                  |  |  | CHN Jianquan Tian  | CHN Jianquan Tian  | 8                 |    |                    |                    |                    |            |                     |                     |                     |       |       |
|  |                       |                       |                  |  |  |                    |                    |                   |    | POL Dariusz Pender | POL Dariusz Pender | 15                 |            |                     |                     |                     |       |       |
|  |                       |                       |                  |  |  |                    | RUS Artur Yusupov  | RUS Artur Yusupov | 14 |                    |                    |                    |            |                     |                     |                     |       |       |
|  |                       |                       |                  |  |  | FRA Robert Citerne | FRA Robert Citerne | 10                |    |                    |                    |                    |            |                     |                     |                     |       |       |
|  |                       |                       |                  |  |  | RUS Artur Yusupov  | RUS Artur Yusupov  | 15                |    |                    |                    |                    |            |                     |                     |                     |       |       |
|  |                       |                       |                  |  |  |                    |                    |                   |    |                    | POL Dariusz Pender | POL Dariusz Pender | 15         |                     |                     |                     |       |       |
|  |                       |                       |                  |  |  |                    | FRA Romain Noble   | FRA Romain Noble  | 9  |                    |                    |                    |            |                     |                     |                     |       |       |
|  |                       |                       |                  |  |  | ITA Matteo Betti   | ITA Matteo Betti   | 15                |    |                    |                    |                    |            |                     |                     |                     |       |       |
|  |                       |                       |                  |  |  | UKR Andrii Demchuk | UKR Andrii Demchuk | 11                |    |                    |                    |                    |            |                     |                     |                     |       |       |
|  |                       |                       |                  |  |  |                    |                    |                   |    | ITA Matteo Betti   | ITA Matteo Betti   | 9                  |            | Disputa pelo bronze | Disputa pelo bronze | Disputa pelo bronze |       |       |
|  |                       |                       |                  |  |  |                    | FRA Romain Noble   | FRA Romain Noble  | 15 |                    |                    |                    |            |                     |                     |                     |       |       |
|  |                       |                       |                  |  |  | CHN Yanfei Duan    | CHN Yanfei Duan    | 11                |    |                    |                    |                    |            |                     | RUS Artur Yusupov   | RUS Artur Yusupov   | 10    |       |
|  | FRA Romain Noble      | FRA Romain Noble      | 15               |  |  | FRA Romain Noble   | FRA Romain Noble   | 15                |    | ITA Matteo Betti   | ITA Matteo Betti   | 15                 |            |                     |                     |                     |       |       |
|  | HUN Gyula Mató        | HUN Gyula Mató        | 9                |  |  |                    |                    |                   |    |                    |                    |                    |            |                     |                     |                     |       |       |

## Classificação final
| Pos.   | Atleta                |
| ------ | --------------------- |
| Ouro   | POL Dariusz Pender    |
| Prata  | FRA Romain Noble      |
| Bronze | ITA Matteo Betti      |
| 4      | RUS Artur Yusupov     |
| 5      | CHN Tian Jianquan     |
| 6      | CHN Duan Yanfei       |
| 7      | FRA Robert Citerne    |
| 8      | UKR Andrii Demchuk    |
| 9      | POL Radosław Stańczuk |
| 10     | HUN Gyula Mató        |
| 11     | HUN Tamás Juhász      |
| 12     | UKR Vadym Tsedryk     |
| 13     | BLR Martyn Kavalenia  |
| 13     | HKG Wong Tang Tat     |
| 15     | USA Gary van der Wege |